# Percy-en-Auge

Percy-en-Auge este o comună în departamentul Calvados, Franța. În 1 ianuarie 2018 avea o populație de 234 de locuitori.